# Hai-Furi
Hai-Furi (はいふり), abréviation de High School Fleet (ハイスクール・フリート), est une série d’animation japonaise produite par Production IMS et réalisée par Yū Nobuta. La série est diffusée au Japon depuis le 9 avril 2016 sur Tokyo MX et en simulcast dans les pays francophones sur Wakanim. Une adaptation en manga illustrée par Kanari Abe est prépubliée depuis le 25 octobre 2015 dans le magazine Monthly Comic Alive de l'éditeur Media Factory.

## Synopsis
À la suite de la subduction des plaques tectoniques causée par l'extraction d'hydrate de méthane après une guerre contre la Russie, le Japon a vu disparaitre une partie de son territoire sous les eaux un siècle auparavant. Le pays s'est reconstruit en partie sur des villes flottantes et s'est développé sur la mer. Les héroïnes de l'histoire se sont inscrites dans un lycée militaire maritime de Yokosuka réservé exclusivement aux filles pour protéger les océans mais leur destroyer se fait canonner à leur première sortie par un autre navire de l’école et se retrouve accusé de mutinerie.

## Personnages

### Pont
Akeno Misaki (岬 明乃, Misaki Akeno) / Mike (ミケちゃん, Mike-chan)
Voix japonaise : Shiina Natsukawa
Mashiro Munetani (宗谷 ましろ, Munetani Mashiro) / Shiro (シロちゃん, Shiro-chan)
Voix japonaise : Lynn
Wilhelmina Braunschweig Ingelner Friedeburg (ヴィルヘルミーナ・ブラウンシュヴァイク・インゲノール・フリーデブルク, Viruherumīna Buraunshuvaiku Ingenōru Furīdeburuku) / Mi (ミーちゃん, Mī-chan)
Voix japonaise : Hiromi Igarashi
Shima Tateishi (立石 志摩, Tateishi Shima) / Tama (タマちゃん, Tama-chan)
Voix japonaise : Nozomi Furuki
Mei Irizaki (西崎 芽依, Irizaki Mei) / Mei (メイちゃん, Mei-chan)
Voix japonaise : Atsumi Tanezaki
Rin Shiretoko (知床 鈴, Shiretoko Rin) / Rin (リンちゃん, Rin-chan)
Voix japonaise : Yurika Kubo
Kōko Nosa (納沙 幸子, Nosa Kōko) / Coco (ココちゃん, Koko-chan)
Voix japonaise : Yūko Kurose

### Combat
Hikari Ogasawara (小笠原 光, Ogasawara Hikari) / Hikari (ヒカリちゃん, Hikari-chan)
Voix japonaise : Miharu Sawada
Michiru Takeda (武田 美千留, Takeda Michiru) / Mitchin (みっちん)
Voix japonaise : Hitomi Kikuchi
Junko Heki (日置 順子, Heki Junko) / Jun (じゅんちゃん, Jun-chan)
Voix japonaise : Minami Tanaka
Ritsuko Matsunaga (松永 理都子, Matsunaga Ritsuko) / Ritchan (りっちゃん)
Voix japonaise : Yuka Maruyama
Kayoko Himeji (姫路 果代子, Himeji Kayoko) / Kayo (かよちゃん, Kayo-chan)
Voix japonaise : Rui Tanabe
Kaede Marikōji (万里小路 楓, Marikōji Kaede) / Marikōji (まりこうじさん, Marikōji-san)
Voix japonaise : Sakura Nakamura

### Navigation
Satoko Katsuta (勝田 聡子, Katsuta Satoko) / Sato (サトちゃん, Sato-chan)
Voix japonaise : Chisato Satsuki
Hideko Yamashita (山下 秀子, Yamashita Hideko) / Shu (しゅうちゃん, Shū-chan)
Voix japonaise : Yō Taichi
Mayumi Uchida (内田 まゆみ, Uchida Mayumi) / Mayu (まゆちゃん, Mayu-chan)
Voix japonaise : Emi Miyajima
Tsugumi Yagi (八木 鶫, Yagi Tsugumi) / Tsugu (つぐちゃん, Tsugu-chan)
Voix japonaise : Nanami Yamashita
Megumi Uda (宇田 慧, Uda Megumi) / Meg (めぐちゃん, Megu-chan)
Voix japonaise : Akane Fujita
Machiko Noma (野間 マチコ, Noma Machiko) / Matchy (マッチ, Matchi)
Voix japonaise : Yu Kobayashi

### Ingénierie
Maron Yanagiwara (柳原 麻侖, Yanagiwara Maron) / Maron (マロンちゃん, Maron-chan)
Voix japonaise : Natsumi Takamori
Hiromi Kuroki (黒木 洋美, Kuroki Hiromi) / Kuro (クロちゃん, Kuro-chan)
Voix japonaise : Natsuki Aikawa
Reo Wakasa (若狭 麗緒, Wakasa Reo) / Reo (レオちゃん, Reo-chan)
Voix japonaise : Ayaka Shimizu
Sakura Ise (伊勢 桜良, Ise Sakura) / Sakura (サクラちゃん, Sakura-chan)
Voix japonaise : Sanae Fuku
Runa Suruga (駿河 留奈, Suruga Runa) / Luna (ルナちゃん, Runa-chan)
Voix japonaise : Ari Ozawa
Sora Hirota (広田 空, Hirota Sora) / Sora (ソラちゃん, Sora-chan)
Voix japonaise : Sayaka Kaneko
Hime Wazumi (和住 媛萌, Wazumi Hime) / Hime (ひめちゃん, Hime-chan)
Voix japonaise : Hiyori Nitta
Momo Aoki (青木 百々, Aoki Momo) / モモちゃん (Momo-chan)
Voix japonaise : Ayuru Ōhashi

### Logistique
Mimi Tōmatsu (等松 美海, Tōmatsu Mimi) / Mimi (ミミちゃん, Mimi-chan)
Voix japonaise : Airi Ootsu
Mikan Irako (伊良子 美甘, Irako Mikan) / Mikan (ミカンちゃん, Mikan-chan)
Voix japonaise : Momo Asakura
Homare Kinesaki (杵崎 ほまれ, Kinesaki Homare) / Hotchan (ほっちゃん)
Voix japonaise : Kanae Itō
Akane Kinesaki (杵崎 あかね, Kinesaki Akane) / Atchan (あっちゃん)
Voix japonaise : Kanae Itō
Minami Kaburagi (鏑木 美波, Kaburagi Minami) / Kaburagi (鏑木さん, Kaburagi-san)
Voix japonaise : Kana Asumi

### Autres personnages
Moeka China (知名 もえか, China Moeka) / Moka (もかちゃん, Moka-chan)
Voix japonaise : Sora Amamiya
Kaoru Furushō (古庄 薫, Furushō Kaoru)
Voix japonaise : Megumi Toyoguchi
Mayuki Munetani (宗谷 真雪, Munetani Mayuki)
Voix japonaise : Yūko Kaida
Isoroku (五十六)
Voix japonaise : Satoshi Tsuruoka

## Anime
La série d’animation, produite par Production IMS, commence sa diffusion au Japon le 9 avril 2016 et en simulcast dans les pays francophones sur Wakanim et ailleurs dans le monde sur Crunchyroll. La série est réalisée par Yū Nobuta et le scénario écrit par Reiko Yoshida, avec un character design original par Atto et adapté par Naoto Nakamura.